# Percival Everett
Percival Everett   (Fort Gordon, 22 de desembre de 1956) és un escriptor i professor universitari estatunidenc.
Es va llicenciar en filosofia a la Universitat de Miami el 1977 i va obtenir un màster en escriptura creativa a la Universitat Brown el 1982. És catedràtic emèrit de filologia anglesa i literatura nord-americana la Universitat del Sud de Califòrnia (USC).
Autor prolífic, amb més de trenta llibres publicats, Everett és conegut per la seva escriptura irònica i satírica, sovint centrada en qüestions de raça i identitat als Estats Units. Entre les seves obres més destacades hi ha Erasure (2001), adaptada al cinema amb el títol American Fiction (2023), I Am Not Sidney Poitier (2009), The Trees (2021) i James (2024). Aquesta darrera novel·la, una reimaginació de Les aventures de Huckleberry Finn des de la perspectiva de Jim, l'esclau fugit, va guanyar el National Book Award for Fiction i el Premi Pulitzer.
Everett ha estat reconegut amb nombrosos premis, incloent-hi el John Dos Passos Prize (2010), el Windham-Campbell Prize for Fiction (2023) i el PEN/Jean Stein Book Award (2023). El 2016 va ser elegit membre de l'Acadèmia Americana de les Arts i les Ciències, i el 2023, de l'Acadèmia Americana de les Arts i les Lletres.
El 2025, la revista TIME el va incloure en la seva llista de les 100 persones més influents del món.

## Obres

### Novel·les
- Suder (1983)
- Walk Me to the Distance (1985)
- Cutting Lisa (1986)
- Zulus (1990)
- For Her Dark Skin (1990)
- God's Country (1994)
- Watershed (1996)
- The Body of Martin Aguilera (1997)
- Frenzy (1997)
- Glyph (1999)
- Grand Canyon, Inc. (2001)
- Erasure (2001)
- American Desert (2004)
- Wounded (2005)
- The Water Cure (2007)
- I Am Not Sidney Poitier (2009)
- Assumption (2011)
- Percival Everett by Virgil Russell (2013)
- So Much Blue (2017)
- Telephone (2020)
- The Trees (2021). Traduïda al català per Jordi Martín Lloret: Els arbres, 2023. Angle Editorial.[5]
- Dr. No (2022). Traduïda al català per Jordi Martín Lloret: Doctor No, 2024. Angle Editorial.[17]
- James (2024). Traduïda al català per Jordi Martín Lloret: James, 2025. Angle Editorial.[8]

### Contes
- The Weather and Women Treat Me Fair: Stories (1987)
- Big Picture: Stories (1996)
- Damned If I Do: Stories (2004)
- Half an Inch of Water (2015)

### Poesia
- re:f (gesture) (2006)
- Swimming Swimmers Swimming (2010)
- Trout's Lie (2015)
- Sonnets for a Missing Key (2024)